# Edward O'Hara
Pour les articles homonymes, voir O'Hara.
Edward O'Hara (1767-1833) est un homme politique canadien. Il était le député de Gaspé de 1792 à 1800 à la chambre d'assemblée du Bas-Canada pour le Parti bureaucrate.